# Спорт (хортикултура)
Спорт (од енг. sport - игра (игра природе)) је соматска (вегетативна) мутација настала у једној ћелији соматског ткива, а деобом ове ћелије мутација захвата већи или мањи део биљке. Вегетативним размножавањем ткива захваћеног мутацијом може се добити нова сорта. Иако могу да настану спонтано и на некалемљеним биљкама, чешће су на калемљеним услед утицаја подлоге на племку.

## Порекло термина
У XVII веку енглески баштовани уочавају да промене које се разликују од остатка биљке, које настају као последица мутације пупољка, могу да се фиксирају калемљењем. Називају их "спортовима", а овај метод, као и сам термин, се и данас користи у хортикултури за размножавање жалосних и пирамидалних форми, као и индивидуа са панашираним и обојеним листовима или оних са промењеном бојом и/или формом цвета.

## Врсте спортова
Посебно су честе мутације одсуства пигмента у ћелији. Митозом овако мутирана ћелија даје панаширана ткива листа, и већина сорти типа ‘Aureovariegata’, ‘Albovariegata’, ‘Maculeata’... су настале фиксирањем настале промене. Промена пигмента у листу даје црвенолисне, љубичасте или жуте спортове типа 'Sangvineum', 'Atropurpureum', 'Luteum'. Промене форми листа 'Laciniatim', 'Diseсtum', 'Filiformis'... су такође последица спортова. Мутације грана су основа за сорте типа 'Tortilosa', 'Pendula', 'Prostrata'. Слично је и са плодовима и цветовима, који мењају број латица, сорте типа 'Plena' или боју.

## Сорте ружа - спортови
Велики је број сорти ружа који је настао као “спорт” неке раније синтетисане сорте и фиксиран је вегетативним размножавањем.
Од 842 сорте колекције ружа Киш у Панчеву за 491 се зна порекло (родитељски пар) или сорта од које је нова сорта настала соматском мутацијом. Од тог броја 19 сорти (3.87%) настало је као спорт. Приметна је тенденција појединих сорти ка мутацијама што је случај са сортом 'Peace' или 'Kortes Perfecta'.
```
         
Сорте ружа из колекције "Киш" Панчево настале као спорт
```

| Име сорте                   | група | аутор(и)                  | година синтезе | спорт сорте        |
| --------------------------- | ----- | ------------------------- | -------------- | ------------------ |
| 'Climbing Bettina'          | CL    | Meilland                  | 1958.          | 'Bettina'          |
| 'Carlita'                   | TH    | Kamrad                    | 1975.          | 'Carina'           |
| 'New Dawn'                  | CL    | Dreer-Somerset            | 1930.          | 'Dr W.van Fleet'   |
| 'Baron Girod de l'Ain'      | HP    | Reverchon                 | 1897.          | 'Eugene Furst'     |
| 'Mexicana'                  | TH    | Boerner-Jackson & Perkins | 1966.          | 'Kordes' Perfecta' |
| 'Kordes' Perfecta Superior' | TH    | Kordes                    | 1963.          | 'Kortes Perfecta'  |
| 'Pink La Sevillana'         | FL    | Meilland / Strobel        | 1984.          | 'La Sevillana'     |
| 'The Fairy'                 | GC    | Bentall                   | 1932.          | 'Lady Godiva'      |
| 'Blanc Lafayette'           | FL    | Wirtz & Eicke             | 1936.          | 'Lafayette'        |
| 'Pink Meillandina'          | MI    | Meilland                  | 1982.          | 'Meijikatar'       |
| 'Gabriella'                 | FL    | Berggren / Kordes         | 1977.          | 'Mercedes'         |
| 'Vatertag'                  | PO    | Tantau                    | 1959.          | 'Muttertag'        |
| 'Kronenbourg'               | TH    | McGredy                   | 1964.          | 'Peace'            |
| 'Chicago Peace'             | TH    | Johnston                  | 1962.          | 'Peace'            |
| 'Caribia'                   | TH    | Wheatcroft                | 1972.          | 'Piccadilly'       |
| 'Grand Stripe'              | TH    | Mc Cummings               | 1963.          | 'Pink Peace'       |
| 'Weisse Queen Elizabeth'    | FL    | Banner                    | 1965.          | 'Queen Elizabeth'  |
| 'Modern Times'              | TH    | Verbeek                   | 1951.          | 'Red Better Times' |
| 'Fee'                       | TH    | Martens                   | 1987.          | 'Sylvia'           |

Легенда: CL- пузавица, TH- чајно хибридна, FL- флорибунда, HP- хибрид перпетуал, GC- покривач тла, MI- минијатурна, PO- полианта